# 亿航智能
亿航智能（全称：广州亿航智能技术有限公司，简称：亿航，NASDAQ：EH）是中国一家智能自动驾驶飞行器科技企业，为全球多个行业领域客户提供各种自动驾驶飞行器产品和解决方案，覆盖空中交通（包括载人交通和物流运输）、智慧城市管理和空中媒体等应用领域。2019年12月12日，中国智能自动驾驶飞行器制造商亿航智能正式在美国纳斯达克全球股票市场上市，成为全球城市空中交通行业第一股，股票代码为“EH”。

## 简介
亿航是一家智能飞行器科技公司，总部位于广州，在美国加州、德国杜塞尔多夫、中国北京、上海设有分公司。
“Ghostdrone 2.0”以自动化简易操控、阿凡达体感飞行、与VR眼镜相结合的沉浸式航拍体验为宣传口号。“亿航184”宣称具有安全、环保、智能的特点，能够低空中短途自动驾驶载人。

## 主要产品
一.GHOSTDRONE 2.0智能无人机
2015年11月4日，亿航推出GHOSTDRONE 2.0智能无人机。
二.亿航184
2016年1月6日，在2016国际消费类电子产品展览会上，亿航展示了全电力低空自动驾驶载人飞行器“亿航184”。

## 涉嫌造假
2021年2月16日，沽空機構Wolfpack Research發表研究報告，指億航是“一支精心拉抬的個股”，其唯一披露的承銷商「上海鵾翔」實際上沒有足夠的能力替億航承銷產品，鵾翔更是指出億航採用過時的技術，電池續航力不足等技術細節；而該機構亦指出，調查過億航的廣州總部及雲浮工廠，發現兩個地址皆未有符合安全法規的設施，也沒有實際上運作的生產線甚至沒有看到任何的生產設備，所以認為億航對其產品、製造、營收與伙伴關係撒謊。
億航股價在該交易日暴跌62.7%，收報46.30美元。億航在該日收市後回應該報告包含“大量錯誤、未經證實的陳述和對信息的曲解”。

## 相关事件
亿航与百度外卖合作尝试无人机送餐
2015年6月10日，亿航在北京五环外的回龙观、西二旗区域使用无人机运送百度外卖。